# Jón-szigetek

A Jón-szigetek hagyományos régiói - a közigazgatási régióhoz a déli Kíthira nem tartozik hozzá (angol nyelvű térkép)

A Jón-szigetek (görögül Ιόνια νησιά [Iónia nissziá], olaszul Isle Ionie) szigetcsoport Görögország nyugati részében, az ország 13 közigazgatási régiójának egyike. Egy másik hagyományos neve Eptánisza (Επτάνησα), azaz „a hét sziget”, bár a hét fő szigeten kívül még számos kisebb sziget is tartozik hozzá.
Szigeteinek összterülete 2307 km² (akkora, mint a magyar Komárom-Esztergom vármegye). Össznépességük 220 097 fő (2005-ös adat). A régió közigazgatási székhelye a Korfu szigetén fekvő, mintegy 40 000 lakosú Korfu város.
1815-ben a britek protektorátussá szervezték a szigeteket Jón-szigeteki Egyesült Államok néven.

## Fő szigetei
| Albánia Korfu Paxosz Leukádia Ithaka Kefalónia Zakinthosz Küthéra nincs feltüntetve. Jón-tenger Amvrakíai-ö. | A hagyományos régióhoz tartozó hét nagy sziget (északról dél felé haladva): - Korfu (görögül Κέρκυρα [Kérkira], ógörög Kerküra) - Paxosz (görögül Παξοί [Paxí], ógörög Paxosz) - Leukádia (görögül Λευκάδα [Lefkáda], ógörög Leukada) - Ithaka (görögül Ιθάκη [Itháki], ógörög Ithaké) - Kefalónia (görögül Κεφαλλονιά [Kefalliniá], ógörög Kephallonia) - Zákinthosz (görögül Ζάκυνθος [Zákinthosz], ógörög Zakünthosz) - Küthéra (görögül Κύθηρα [Kíthira], ógörög Küthéra) |

Az első hat északi sziget Görögország északnyugati partjai mentén helyezkedik el, a Jón-tengerben. Kíthira tőlük nagy távolságra, a Peloponnészosz déli csücskénél található. Közigazgatásilag nem is tartozik a Jón-szigetek régióhoz, hanem Attika régióhoz (amelynek fő tömbje ugyancsak nagy távolságra van a szigettől).